# Donovan Pines
Donovan C. Pines (Clarksville, 7 marzo 1998) è un calciatore statunitense, difensore del Grazer AK.

## Caratteristiche tecniche
È un difensore centrale.

## Carriera

### Club
Cresciuto nel settore giovanile del D.C. United, inizia la propria carriera fra i professionisti con la squadra riserve, il Loudoun Utd, giocando l'incontro di USL Championship perso 2-0 contro il Nashville del 9 marzo 2019. Un mese più tardi fa il debutta anche con la prima squadra giocando il match di MLS vinto 3-2 contro il Colorado Rapids.

### Nazionale
Ha giocato nella nazionale statunitense Under-23.
Nel 2021 ha esordito nella nazionale maggiore statunitense, con la quale nel medesimo anno ha vinto la CONCACAF Gold Cup (competizione in cui ha giocato le sue uniche due partite).

## Statistiche
Statistiche aggiornate al 3 gennaio 2021.

### Presenze e reti nei club
| Stagione        | Squadra         | Campionato      | Campionato | Campionato | Coppe nazionali | Coppe nazionali | Coppe nazionali | Coppe continentali | Coppe continentali | Coppe continentali | Altre coppe | Altre coppe | Altre coppe | Totale | Totale | Totale |
| Stagione        | Squadra         | Comp            | Pres       | Reti       | Comp            | Pres            | Reti            | Comp               | Pres               | Reti               | Comp        | Pres        | Reti        | Pres   | Reti   |        |
| --------------- | --------------- | --------------- | ---------- | ---------- | --------------- | --------------- | --------------- | ------------------ | ------------------ | ------------------ | ----------- | ----------- | ----------- | ------ | ------ | ------ |
| 2019            | Loudoun Utd     | USL             | 6          | 0          | USCup           | 0               | 0               |                    | -                  | -                  |             | -           | -           | 6      | 0      |        |
| 2019            | D.C. United     | MLS             | 10         | 0          | USCup           | 0               | 0               |                    | -                  | -                  |             | -           | -           | 10     | 0      |        |
| 2020            | D.C. United     | MLS             | 16         | 3          |                 | -               | -               |                    | -                  | -                  |             | -           | -           | 16     | 3      |        |
| Totale carriera | Totale carriera | Totale carriera | 32         | 3          |                 | 0               | 0               |                    | -                  | -                  |             | -           | -           | 32     | 3      |        |

### Cronologia presenze e reti in nazionale
| Cronologia completa delle presenze e delle reti in nazionale ― Stati Uniti | Cronologia completa delle presenze e delle reti in nazionale ― Stati Uniti | Cronologia completa delle presenze e delle reti in nazionale ― Stati Uniti | Cronologia completa delle presenze e delle reti in nazionale ― Stati Uniti | Cronologia completa delle presenze e delle reti in nazionale ― Stati Uniti | Cronologia completa delle presenze e delle reti in nazionale ― Stati Uniti | Cronologia completa delle presenze e delle reti in nazionale ― Stati Uniti | Cronologia completa delle presenze e delle reti in nazionale ― Stati Uniti |
| Data                                                                       | Città                                                                      | In casa                                                                    | Risultato                                                                  | Ospiti                                                                     | Competizione                                                               | Reti                                                                       | Note                                                                       |
| -------------------------------------------------------------------------- | -------------------------------------------------------------------------- | -------------------------------------------------------------------------- | -------------------------------------------------------------------------- | -------------------------------------------------------------------------- | -------------------------------------------------------------------------- | -------------------------------------------------------------------------- | -------------------------------------------------------------------------- |
| 16-7-2021                                                                  | Kansas City                                                                | Martinica                                                                  | 1 – 6                                                                      | Stati Uniti                                                                | Gold Cup 2021 - 1º turno                                                   | -                                                                          | 79’                                                                        |
| 18-7-2021                                                                  | Kansas City                                                                | Stati Uniti                                                                | 1 – 0                                                                      | Canada                                                                     | Gold Cup 2021 - 1º turno                                                   | -                                                                          | 46’                                                                        |
| Totale                                                                     |                                                                            | Presenze                                                                   | 2                                                                          |                                                                            | Reti                                                                       | 0                                                                          |                                                                            |

## Palmarès

### Nazionale
- Gold Cup: 1

Stati Uniti 2021